# Злоторыя
Злоторыя (пол. Złotoryja, нем. Goldberg — Гольдберг) — город в Польше, входит в Нижнесилезское воеводство, Злоторыйский повят. 
Город имеет статус городской гмины. Занимает площадь 11,5 км². Население — 16 578 человек (на 2004 год). Один из самых старых городов Польши (ранее Пруссии), получивший в 1211 году Магдебургское право и расположенный на обоих берегах среднего течения Качавы.

## История
Город был основан в XII веке. В XV столетии опустошен гуситами.
В 1813 году (27 мая, 23 и 27 августа) здесь происходили сражения союзников с французами в ходе войны шестой коалиции.
До вхождения в состав Польской Народной Республики город Гольдберг находился под юрисдикцией Прусской Силезии.

## Города-побратимы
- Мимонь, Чехия
- Бучач, Украина
- Вестербург, Германия
- Пульсниц, Германия
- Магдебург, Германия
- Золинген, Германия

## Галерея

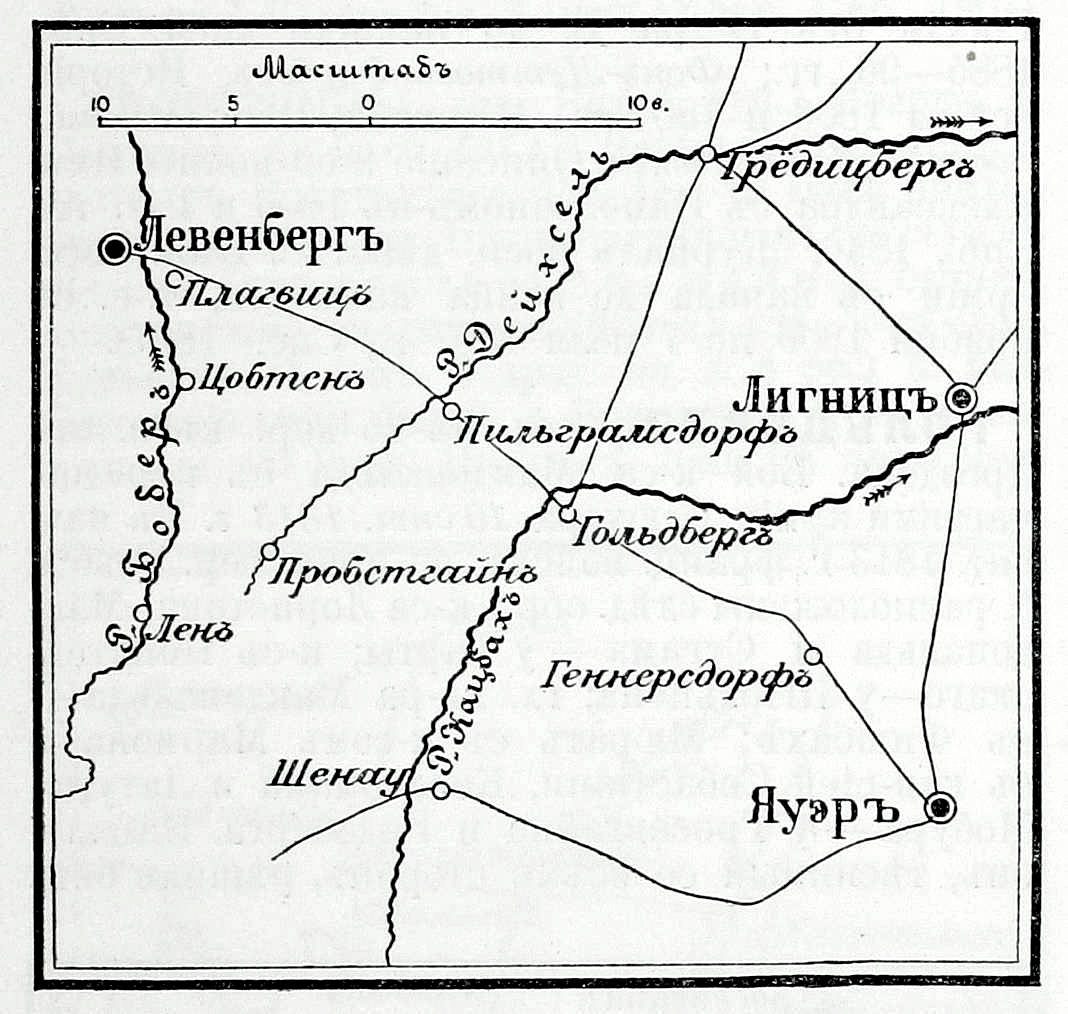
Схема к статье «Гольдберг», в Военной энциклопедии Сытина, Санкт-Петербург, 1911 — 1915 годов.
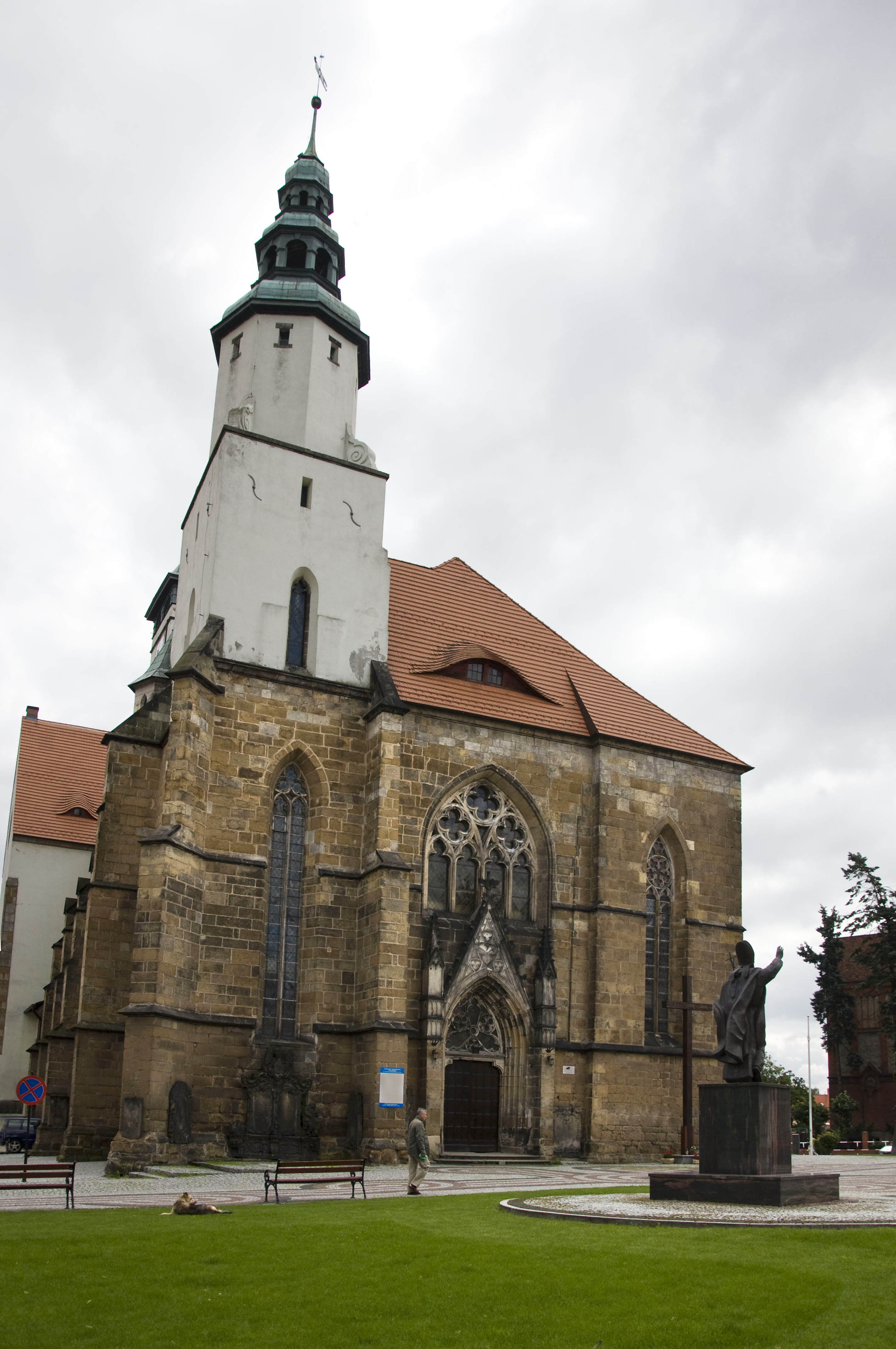
Церковь Рождества
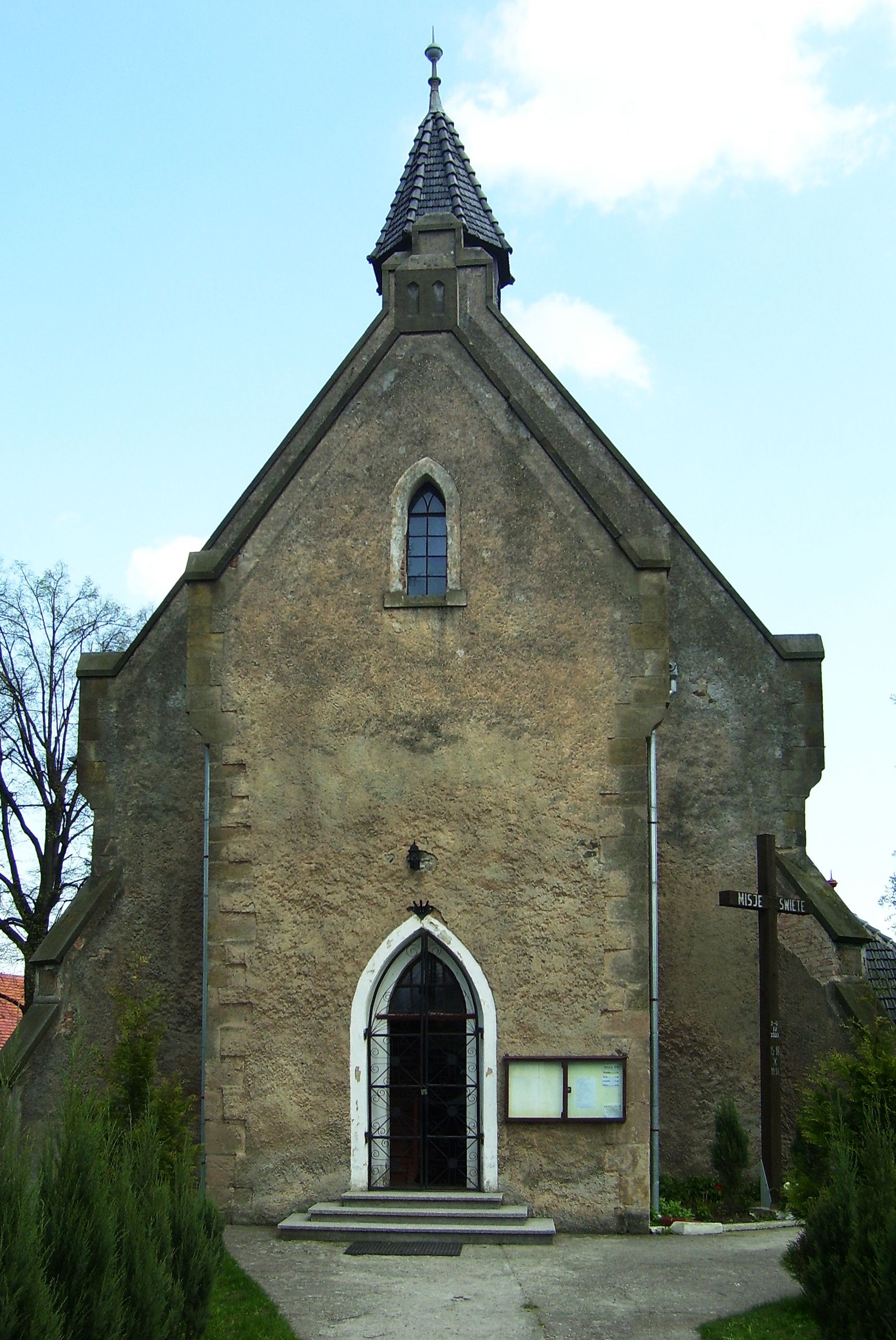
Церковь
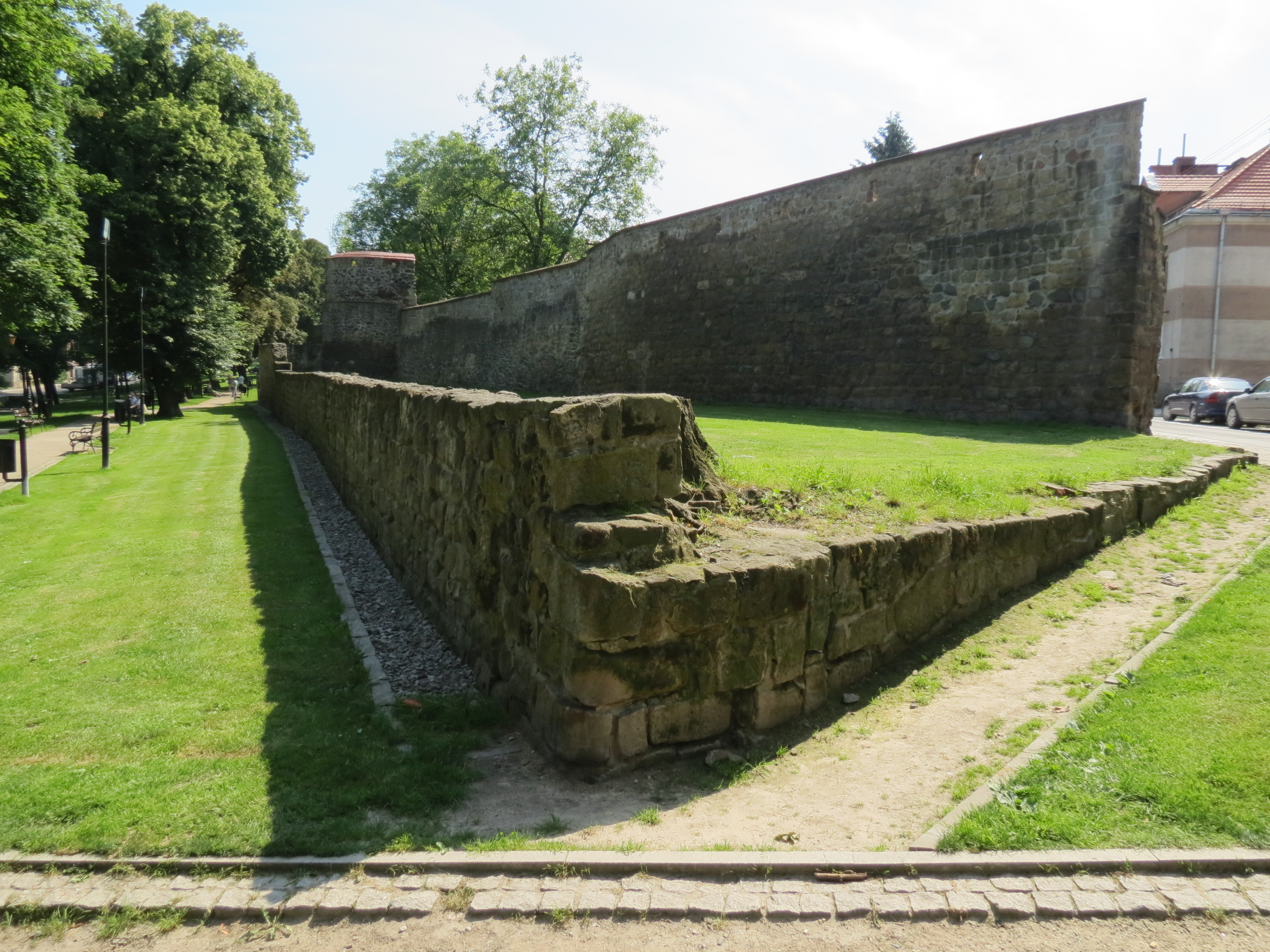
Средневековая городская стена
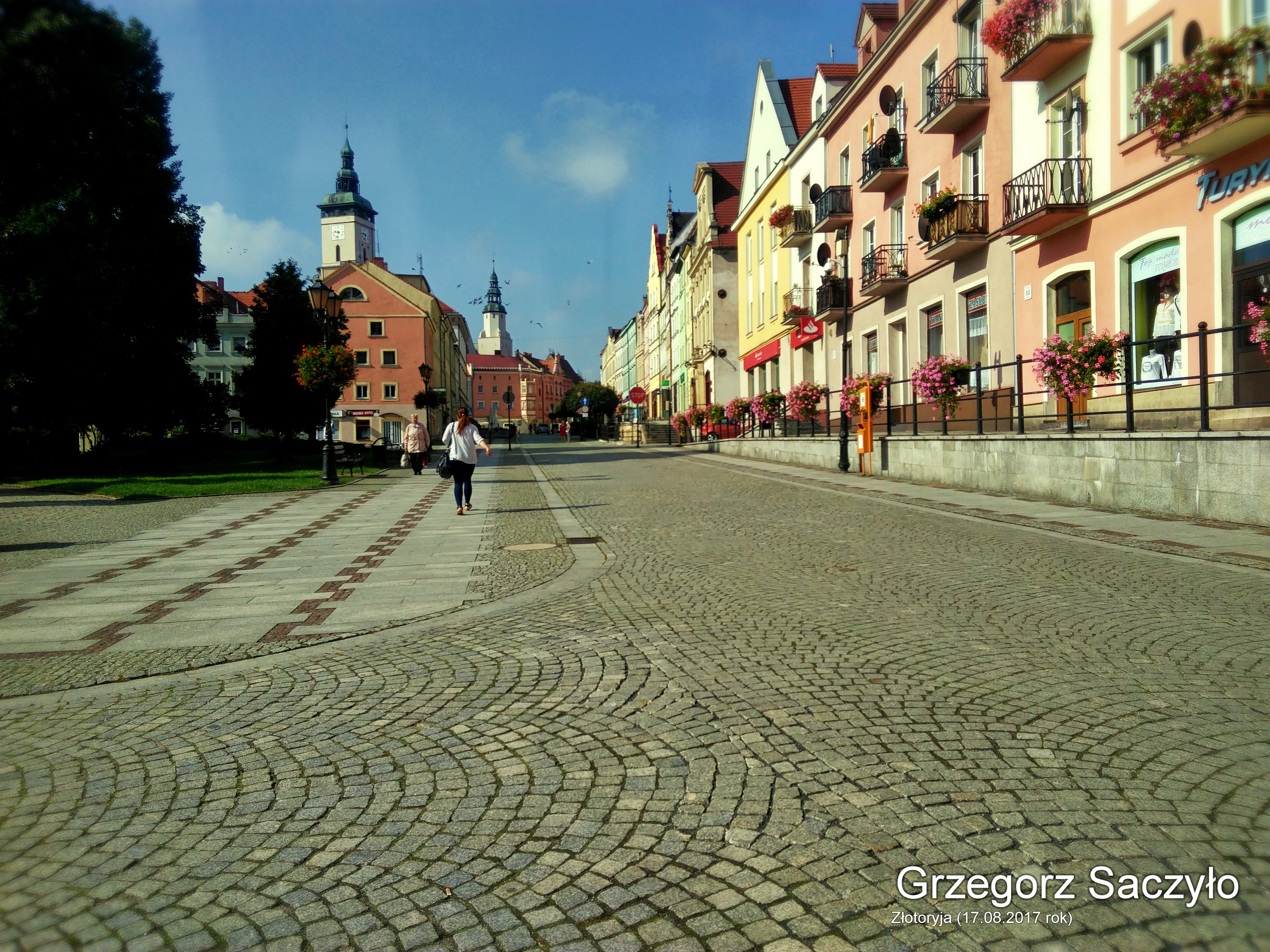
Площадь
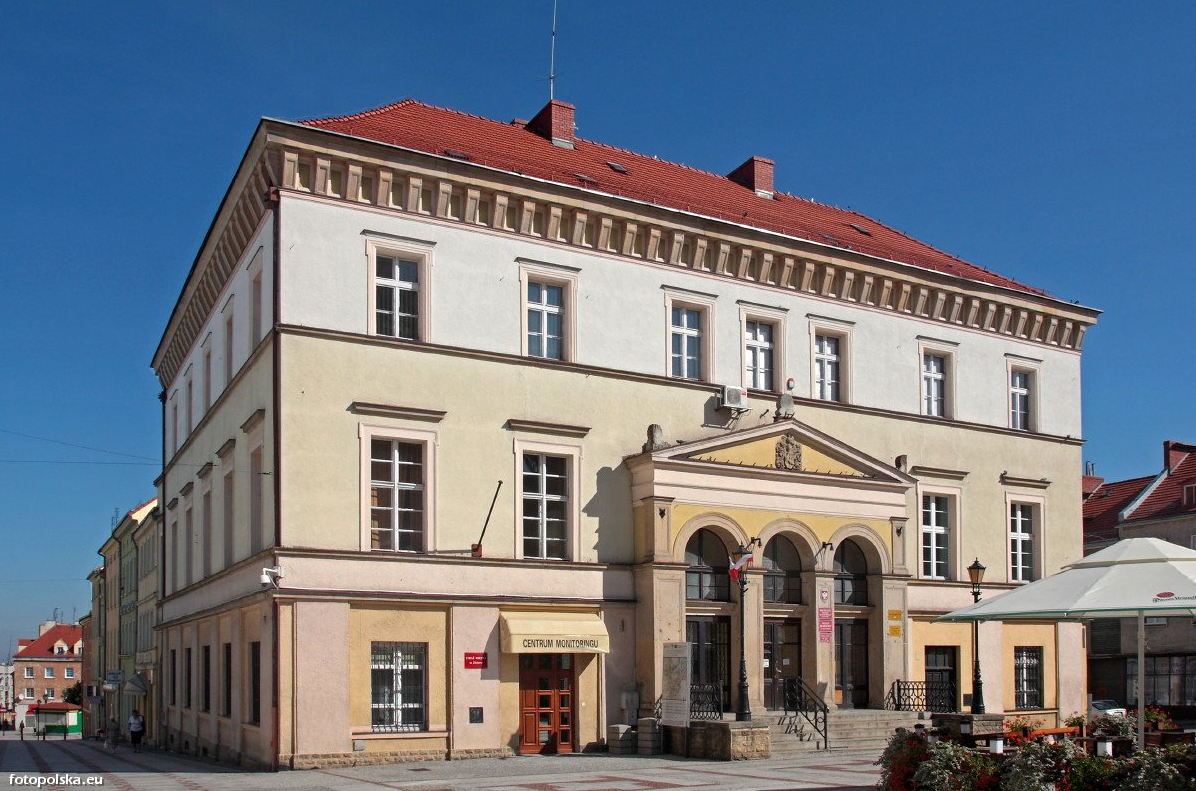
Ратуша
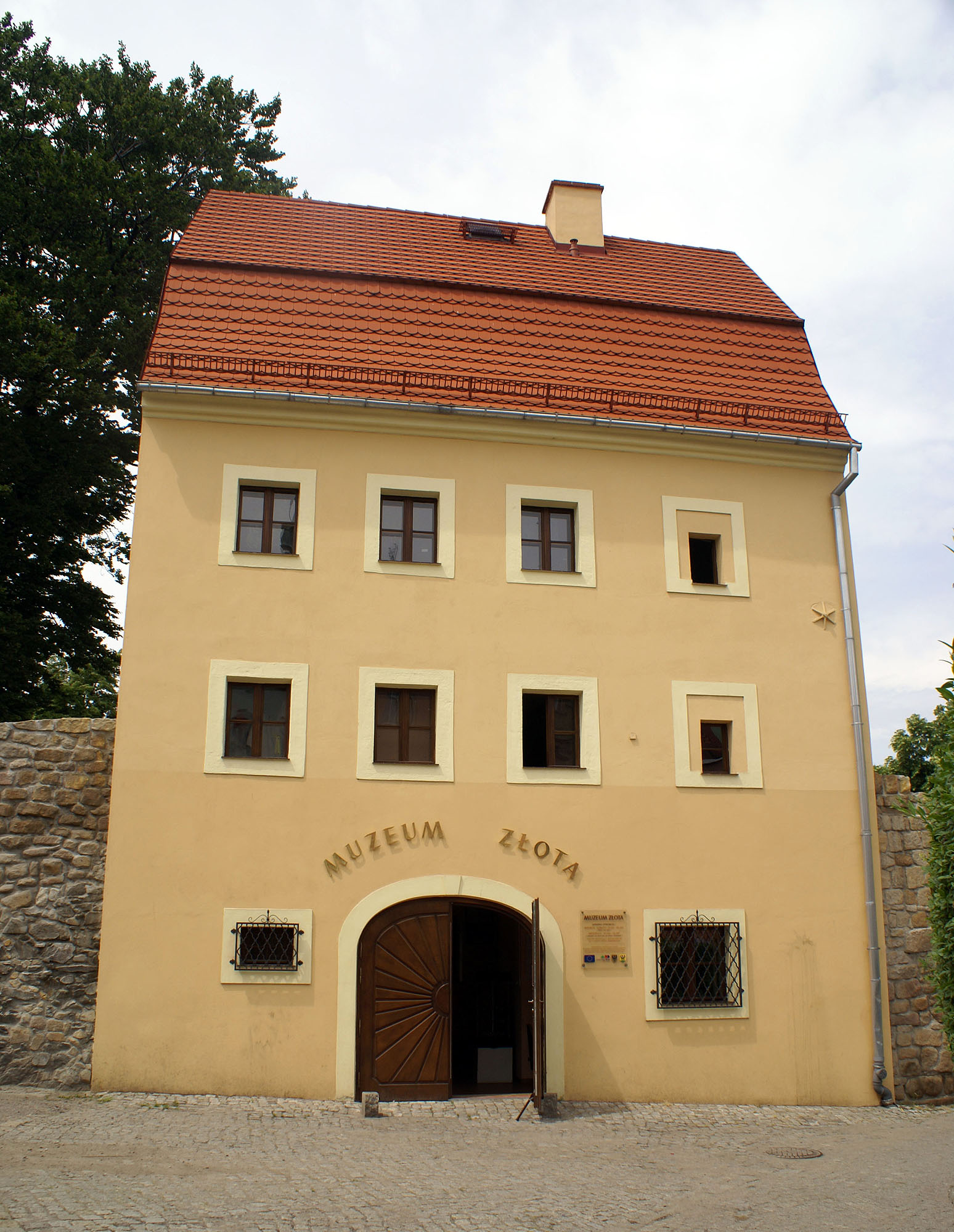
Музей
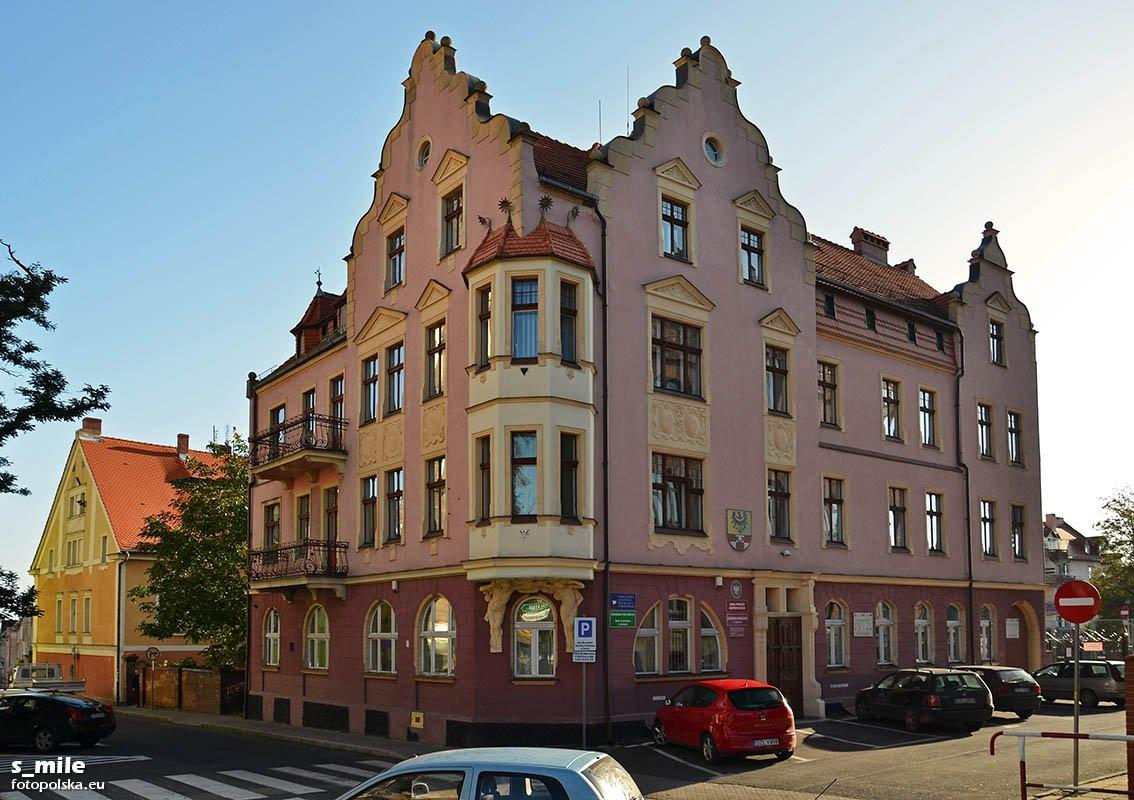
Старинный дом
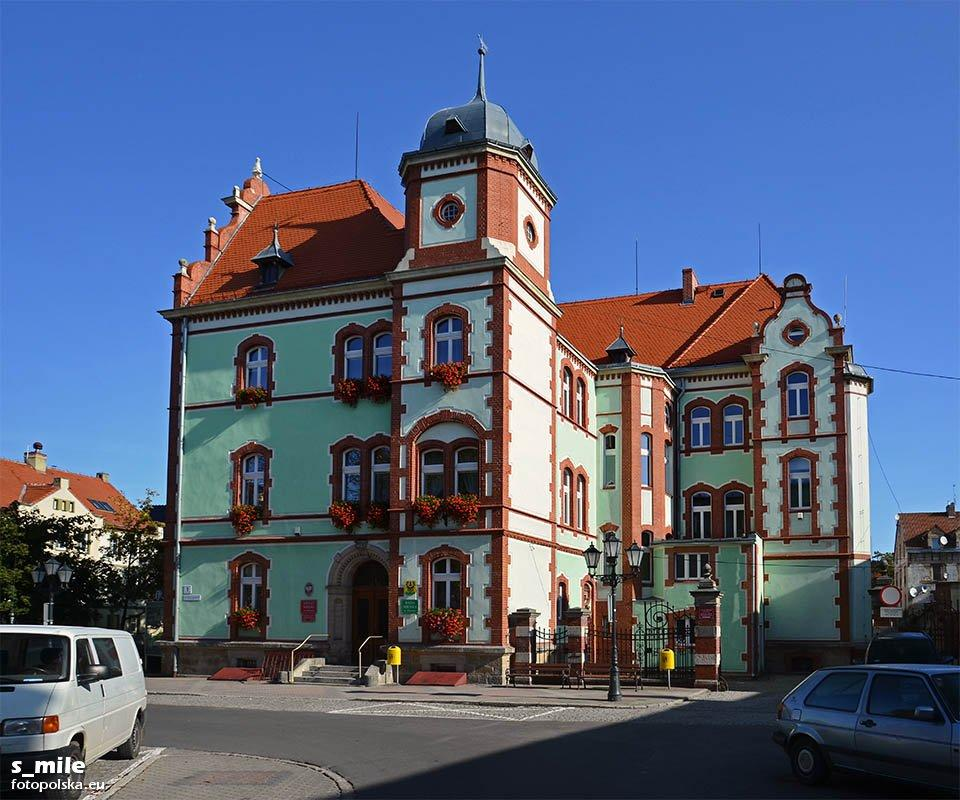
Старинный дом
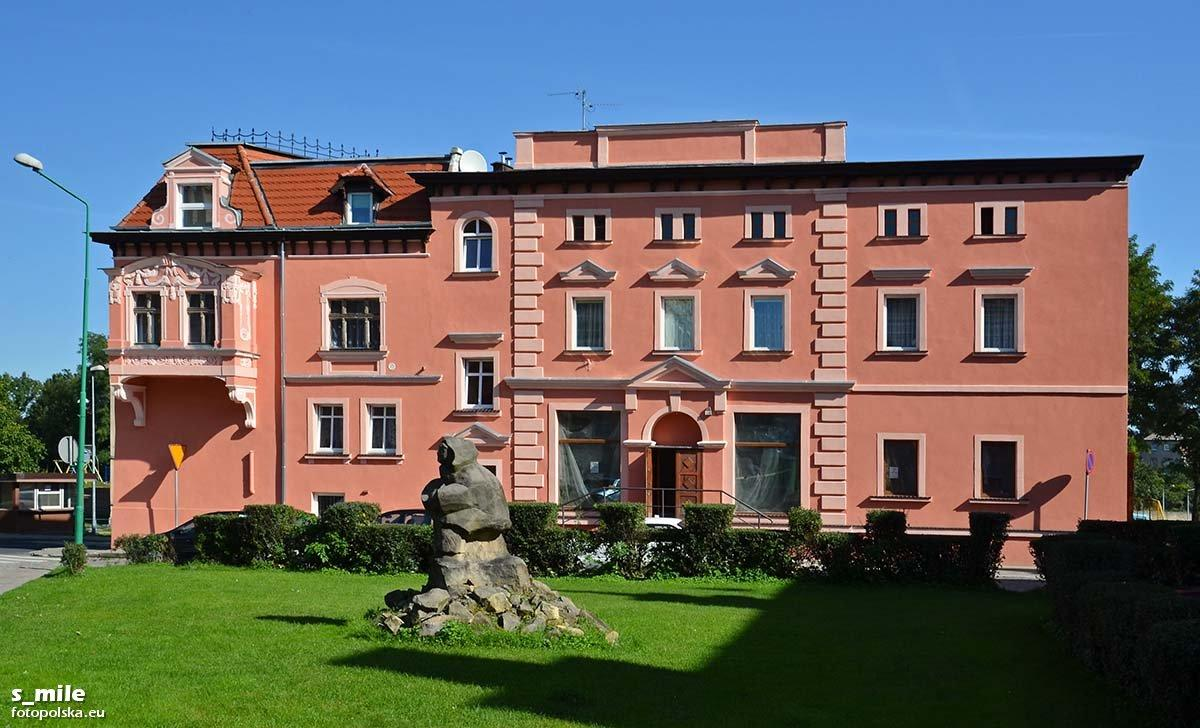
Старинный дом
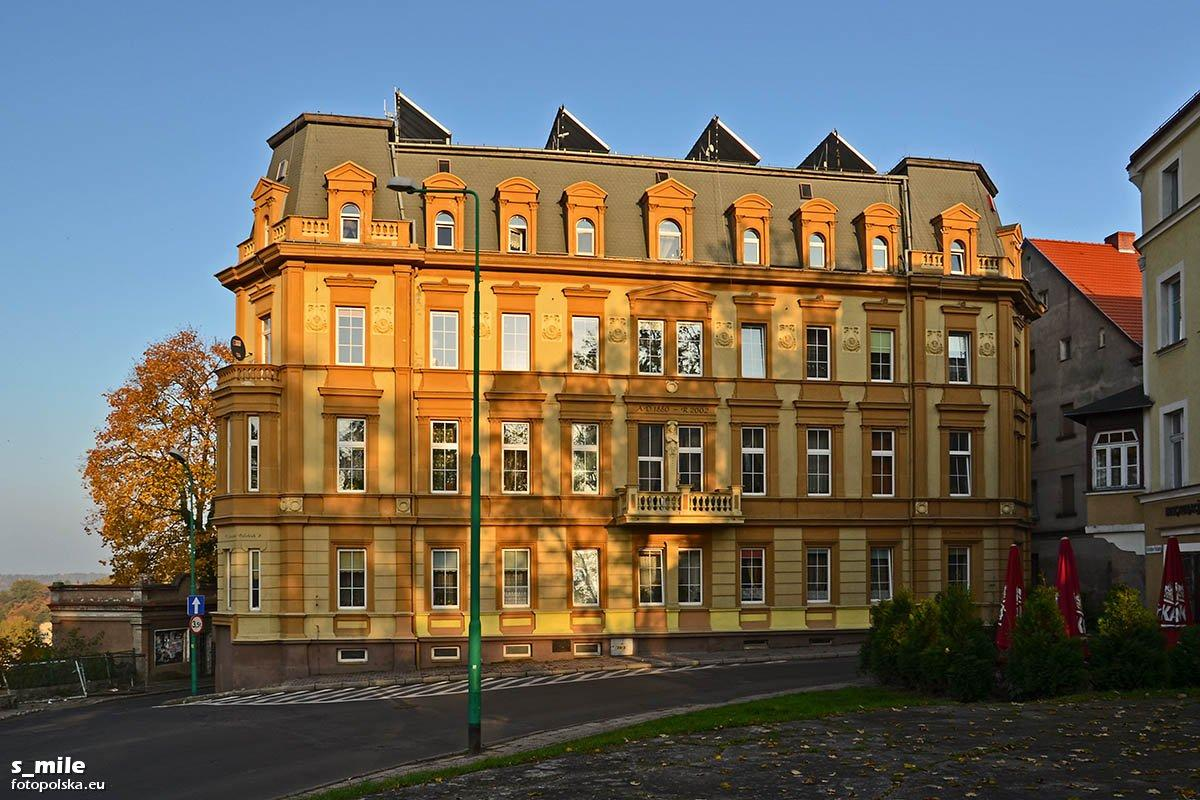
Старинный дом
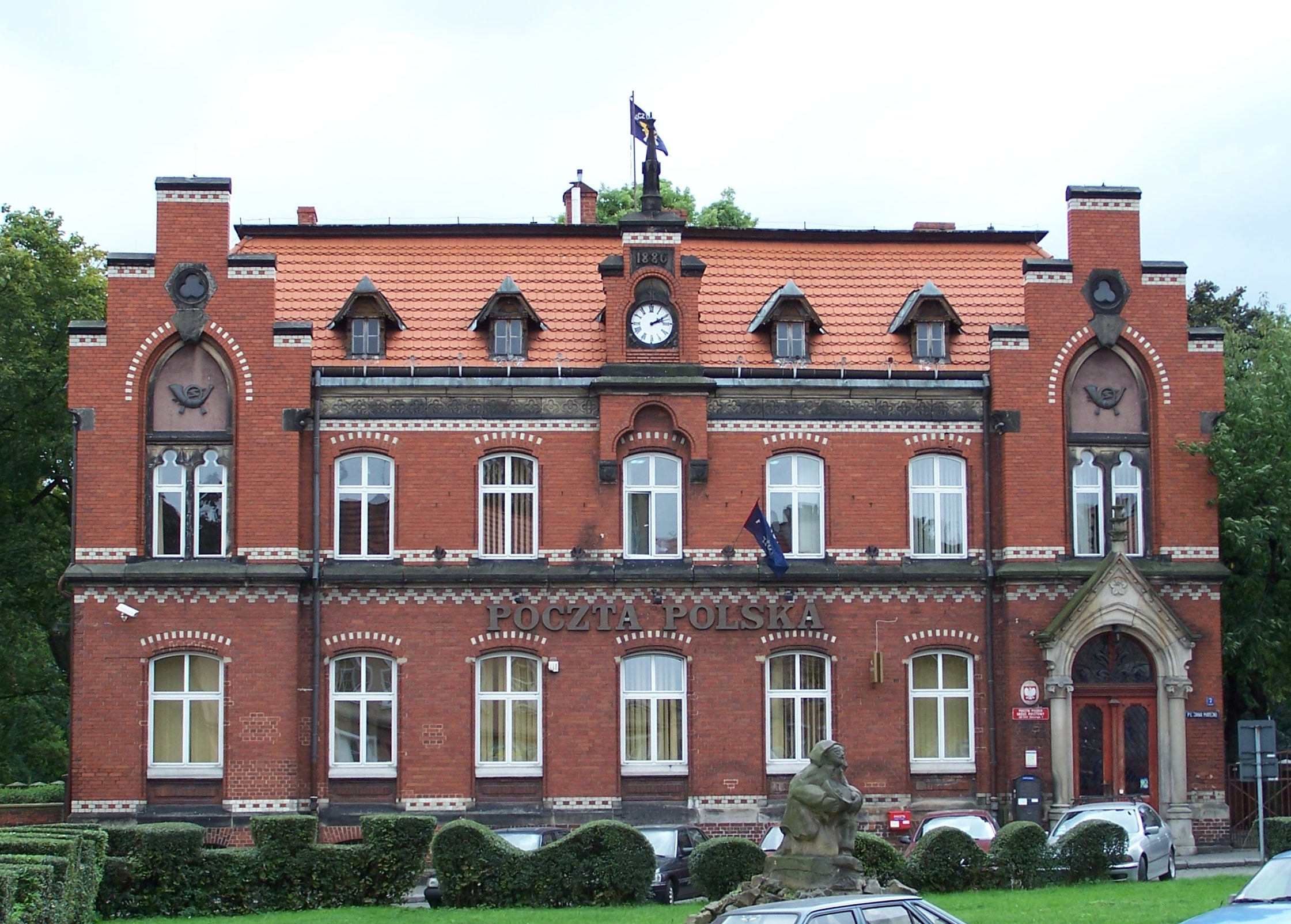
Здание почты